# Мезиновский
Мези́новский — посёлок в Гусь-Хрустальном районе Владимирской области России. Центр сельского поселения «Посёлок Мезиновский».
Находится в 24 км от  районного центра, в 87 км от областного центра и в 3,5 часах на электричке от Москвы.
Население 2532 человека (2019).
Посёлок состоит из частных и нескольких десятков небольших многоквартирных домов.

## География
Расположен на северо-востоке Мещёрской низменности в 25 км на юго-запад от Гусь-Хрустального, на проходе железной дороги Москва — Муром между массивами Мезиновского, Лосятина и Орловского торфяников.

## История
Образован как посёлок при торфопредприятии в 1918 году. С 1946 по 2005 год обладал статусом посёлка городского типа.
С 20 августа 1956 года по 12 июня 1957 года в Мезиновском работал учителем в местной средней школе писатель и общественный деятель  Александр Солженицын; об этом напоминают бюст писателя и памятная доска на стене нового здания школы. Жил он в соседней деревне Мильцево.
1 сентября 1994 года А. И. Солженицын вновь посетил поселок и провел первый урок для старшеклассников уже в новой школе, построенной вместо разрушенной деревянной, где он преподавал математику и физику.
В 2002 году жители посёлка дважды — в марте и ноябре — перекрывали движение на Казанской железной дороге, таким образом выразив протест против отсутствия в домах тепла, электричества и горячей воды.
В 2013 году в Мезиновском был открыт дом-музей Александра Солженицына.

## Население
| 1959 | 1970  | 1979  | 1989  | 2002  | 2010  | 2021  |
| ---- | ----- | ----- | ----- | ----- | ----- | ----- |
| 6169 | ↘4697 | ↘3706 | ↘3057 | ↘2166 | ↘2063 | ↘1879 |

## Культура, образование
В поселке есть: школа, два детских сада, больница, дом культуры, футбольное поле.
В школе в 2003 году создан литературно-краеведческий музей «Жизнь и творчество А.И. Солженицына», ставший первым в России, посвящённым выдающемуся писателю. В нем представлено немало подлинных вещей писателя, книги с его автографами, оставленными во время его посещения Мезиновского в 1994 году и аудиозапись речи Александра Солженицына со школьной линейки в этот период, журналы «Новый мир», где впервые были опубликованы произведения писателя, газетные интервью, фотографии, школьные документы.
Изба, где жил Солженицын, сгорела в 2012 году; воссоздана год спустя с указательным знаком, что это «дом Матрёны Захаровой», описанный в знаменитом рассказе «Матрёнин двор».
Разработан туристический проект «Маршрутами Солженицына», ставший победителем в областном конкурсе туристических проектов и предлагающий туристам все пункты, указанные в рассказе «Матрёнин двор» и пройдены самим писателем: станция Торфопродукт, железнодорожный переезд, где погибла Матрёна, школа, где преподавал Солженицын, и изба – Матрёнин двор.

## Экономика

### Промышленность, энергетика
- Торфопредприятие «Мезиновское»
- ООО «Резистор» (электротехническое оборудование).
- Котельная и тепловые сети.
- Тяговая железнодорожная подстанция 110/35/10 кВ и управление энергоснабжением участки, пожарная служба, скорая помощь.

### Транспорт
- Станция Торфопродукт на железнодорожной линии Москва — Муром.
- Асфальтированная дорога, протяжённостью 11 км, — выезд на автодорогу Р73 Владимир — Рязань.
- Асфальтированная дорога на село Демидово и окружающие деревни к югу от посёлка.
- Локомотивное депо узкоколейной железной дороги.

### Связь и СМИ
Действует почтовое отделение.
Оператор проводной связи, включая доступ в интернет, — компания «Ростелеком».

#### Эфирное вещание
В 70 км на ССВ «виден» Судогодский (Ново-Быково) радиоцентр — приём на метровую антенну «Первого канала» на 9 ТВК и «Россия 1-Владимир» на 4 ТВК, а также Радио России-Владимир на 69,47 МГц.
В 57 км на запад «виден» Шатурский радиоцентр — приём на дециметровую антенну «Первого канала» на 21 ТВК, и «Россия 1» на 26 ТВК, а также радио РТВ-Подмосковье на 65,96 МГц.
- Газифицированный многоквартирный дом
- Контора национального парка
- Частный сектор
- Вид на пруд близ ст. Торфопродукт
- Дорога на д. Кузьмино